# 韦罗妮卡·马秋宁娜
韦罗妮卡·亚历山德罗芙娜·马秋宁娜（烏克蘭語：Вероніка Матюніна Олександрівна，2006年8月10日—），是乌克兰乒乓球运动员。她还是乌克兰国家少年队队员、乌克兰乒乓球运动大师、乌克兰超级联赛俱乐部球员。